# Giovanni Battista Locatelli
Giovanni Battista Locatelli (v ruském prostředí Джованни Локателли, 7. ledna 1713, Milán nebo Benátky – 14. března 1785, Petrohrad) byl italský operní režisér, libretista, impresário a majitel soukromé operní společnosti. Po většinu svého života působil ve střední Evropě a v Rusku.

## Život a kariéra

### Pražské působení
V roce 1741 působil Locatelli jako dvorní básník v Bonnu. Svou kariéru libretisty ovšem začal v Praze jako člen operní společnosti Pietra Mingottiho. Locatelliho prvními uvedenými texty byly intermezzo Il Matrimonio disconcerettato, per forza del Bacco, zhudebněné Filippem Finazzim na karnevalu v roce 1744 v Praze a opera Diana nelle selve, rovněž uvedená v Praze 23. listopadu následujícího roku. 
V letech 1748 až 1757 byl impresáriem pražského divadla v Kotcích. K tomuto účeli si založil vlastní divadelní společnost, která angažovala významné zpěváky tehdejší doby, včetně Rosy Costa, Catariny Fumagalli a jeho manželky Giovanny della Stella.  

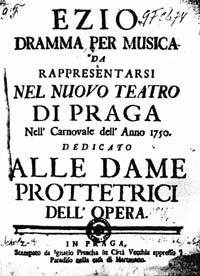
Titulní list opery Ezio, Praha 1750

V Praze uváděl Locatelli různé italské operní inscenace na vlastní i cizí libreta. Několik sezón spolupracoval na nastudování děl s Christophem Willibaldem Gluckem, který se roce 1749 vrátil do Prahy nyní již jako přední evropský operní skladatel a nastoupil jako kapelník divadla Locatelliho operní společnosti. Pro hlavní pražskou operní sezónu 1750 zkomponoval a s Locatellim nastudoval operu na Metastasiovo libreto „Ezio“ a její premiéru sám dirigoval. Opera měla úspěch a např. árie prefekta pretoriánů Vara Se un bell'ardire (Když krásná srdnatost) byla upravena pro potřeby svatovítského kůru a podložena náboženským textem (Est fallax hic mundus – Je falešný tento svět).  
V roce 1752 provedl Gluck v Praze ještě svou operu „Ipermestra“, která měla premiéru již v roce 1744 v Benátkách a operu Issipile. 
V 50. letech 18. století uvedl Locatelli také několik operních představení v Drážďanech.   
Kromě toho se Locatelli zabýval také podnikáním v oblasti ovocnářství. Od roku 1749 začal s dalším Italem geodetem major Carlem Cremierim na pražských hradbách vysazovat morušovníky. V roce 1757 od nich moruše odkoupil komerciální kongres, který stromky postoupil Vlašskému špitálu na Malé Straně, v jehož zahradě byly vysázeny, a ve špitále se hedvábí vyrábělo až do jeho zrušení 1830.

### U ruského carského dvora
Kvůli najímání vysoce kvalifikovaných a tedy drahých zpěváků a nákladným inscenacím se Locatelliho společnost začala dostávat do vážných finančních potíží. Aby se Locatelli vyhnul dosahu věřitelů, rozhodl se po vypuknutí sedmileté války v roce 1757 vydat na cestu do Ruska, aby tam znovu nastartoval svou kariéru impresária.
Byl se svou skupinou pozván k carskému dvoru v Petrohradu, aby se zde ujal vedením dvorní opery. Jeho družina dostávala ze státní pokladny 7000 rublů ročně. Každý týden měl uvádět jednu novou operu na scéně letního paláce a dvakrát až třikrát týdně měli vystupovat pro veřejnost, byť bez nároku na honorář. Prvním představením inscenovaným pod jeho nastudováním bylo pasticcio Il retiro degli dei (jehož byl sám libretistou), uvedené 3. prosince 1757. Repertoár byl složen převážně z italských představní opery buffa, včetně jednoho s názvem Il retiro degli dei. Carevna Alžběta a velkokníže Petr navštívili každý alespoň jedno představení. 
Na ruském carském dvoře spolupracoval s četnými italskými zpěváky a skladateli Francescem Zoppisem a Giovannim Markem Rutinim a uvedl do Ruska hravá díla Baldassare Galuppiho (mezi nimi La calamità de' fiori uvedená v roce 1759) a Domenica Fischiettiho. Tyto inscenace byly zpočátku úspěšné, ale již v roce 1761 přestaly budit zájem veřejnosti.  
V roce 1758 se Locatelli se svým souborem přestěhoval do Moskvy, kde se státní finanční podporou založil provozoval nové operní divadlo, pro které byli z Itálie angažováni zpěváci, dekoratéři, tanečníci a další. Poté, co divadlo po smrti carevny Alžběty v roku 1762 nemohlo uvádět představení však musel vyhlásit bankrot. Poté si pro zlepšení své finanční situace u dvora vyžádal alespoň svolení k zorganizování několika maškarních plesů v Petrohradu, které skutečně měly jako novinka značný ohlas. 
Nová panovnice Kateřina II. mu za jeho roky služby při uvádění nejvyšší úrovně operního představení, jaké kdy Rusko vidělo, vyplatila 3 000 rublů. V následujících letech napsal texty pro několik serenád, Il Consiglio delle Muse v roce 1763, a kantáty, La sorpresa delli dei v roce 1777, k níž hudbu zkomponoval Giovanni Paisiello.  
Konec života prožil Giovanni Battista Locatelli žil v hmotné nouzi. Svou kariéru ukončil provozováním kabaretu na předměstí Petrohradu, který se „těšil záštitě exkluzivní klientely“. Kromě toho byl nucen přivydělávat si na živobytí jako učitel italštiny a francouzštiny v petrohradské divadelní škole. V roce 1783 se stáhl do soukromí a 14. března roku 1785 v Petrohradu zemřel.

## Produkce
Během let v Rusku soubor uvedl sedm oper Baldassare Galuppiho (1706–1785): 
- Il mondo della luna (rusky Лунный мир – Měsíční svět, předtím premiéra v roce 1750, Benátky)
- Il filosofo di campagna (Деревенский философ – Venkovský filosof, 1754, Benátky)
- L'Arcadia in Brenta (Аркадия в Бренте – Arkádie v Brentě, 1749, Benátky)
- I bagni d'Abano (Купанье в Абано – Lázně Abano, napsané společně s Bertonim, 1753, Benátky)
- Il conte Caramella (Граф Карамелла – Hrabě Caramella, 1749, Verona ?)
- La calamità de' cuori (Сердечное бедствие – Nešťastná srdce, 1752, Benátky)
- Il mondo alla roversa, ossia Le donne che commandono (Мир наизнанку, или Женщины командуют – Svět naruby, aneb Když vládnou ženy, 1750, Benátky)